# Furen (Moheda socken, Småland)
Furen är en sjö i Alvesta kommun och Växjö kommun i Småland och ingår i Mörrumsåns huvudavrinningsområde. Sjön har en area på 3,54 kvadratkilometer och ligger 151 meter över havet. Vid provfiske har bland annat abborre, braxen, gädda och löja fångats i sjön.

## Delavrinningsområde
Furen ingår i det delavrinningsområde (631804-142906) som SMHI kallar för Utloppet av Furen. Medelhöjden är 179 meter över havet och ytan är 54,46 kvadratkilometer. Det finns inga avrinningsområden uppströms utan avrinningsområdet är högsta punkten. Vattendraget som avvattnar avrinningsområdet har biflödesordning 3, vilket innebär att vattnet flödar genom totalt 3 vattendrag innan det når havet efter 106 kilometer. Avrinningsområdet består mestadels av skog (62 procent) och jordbruk (19 procent). Avrinningsområdet har 3,54 kvadratkilometer vattenytor vilket ger det en sjöprocent på 6,5 procent.

## Fisk
Vid provfiske har följande fisk fångats i sjön:
- Abborre
- Braxen
- Gädda
- Löja
- Mört
- Sutare